# Sepak takraw

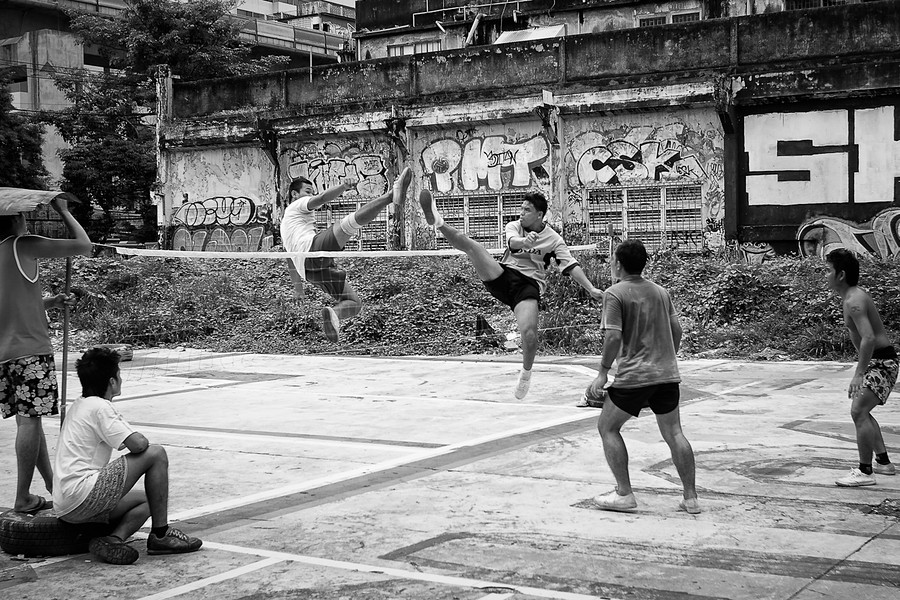
Sepak takraw

Takraw – of voluit Sepak takraw – is een traditionele balsport uit Zuidoost-Azië. Takraw wordt wel beschreven als "voetbal-volleybal op een badmintonveld". In tegenstelling tot volleybal mag je bij takraw de bal niet met je handen aanraken, alleen met hoofd, schouder, knie en voet. Het net hangt op ongeveer anderhalve meter hoogte, de deelnemers moeten trachten te scoren door de bal op het veld van de tegenspelers, binnen de aangegeven grenzen, te doen landen. In tegenstelling tot volleybal wordt Takraw met slechts drie spelers per team gespeeld. Een team van drie spelers wordt “Regu” genoemd.
De naam sepak takraw komt van: “sepak” is “schop” in het Maleis en “takraw” betekent “gevlochten bal” in het Thais. Sepak takraw wordt erkend als officiële sporttak op verschillende Aziatische spelen.

## Geschiedenis
Historici beweren dat takraw ontstaan is uit het eeuwenoude Chinese spel Tsu-Chu (of Cuju), een balspel dat als oefening diende voor de Chinese soldaten. Vanuit China zou het zich verspreid hebben over de rest van Azië. Het ontstaan van het "moderne" sepak takraw gaat terug tot de 15e eeuw toen dit spel door de inheemse bevolking van Maleisië werd gespeeld. Het werd toen "sepak raga" (bal van de schop) genoemd en hoofdzakelijk gespeeld door jongens in een cirkelvormig speelveld. Zij gebruikten een bal die van riet of rotan werd gemaakt. Het spel bleef in die vorm voor honderden jaren bestaan.
In 1829 werden voorzichtig de eerste spelregels opgesteld door de Siam Sports Association, waardoor deze sport vorm begon te krijgen.
Rond 1940 werd het spel inmiddels ook gespeeld in Thailand waar het "takraw" genoemd werd. Al snel werden er officiële regels opgesteld en in 1945 werd er in  Penang (Maleisië) door Thaise spelers een demonstratiewedstrijd gegeven. Deze versie van sepak takraw werd alom met groot enthousiasme onthaald met als gevolg dat deze sport zich in sneltreinvaart verspreidde door Zuidoost-Azië.
In 1960 kwamen in Kuala Lumpur vertegenwoordigers van diverse Aziatische landen bijeen om de spelregels te standaardiseren, omdat er nog steeds veel variaties bestonden van dit spel, waardoor het niet mogelijk was om op internationaal niveau tegen elkaar te spelen.
Sinds de Aziatische Spelen van 1990 in Peking is sepak takraw als sport ook opgenomen op de Aziatische Spelen.
Het moderne sepak takraw begon aldus in Maleisië en is nu aldaar de nationale sport. Behalve in Maleisië is takraw ook zeer geliefd in Thailand. Andere landen in Zuidoost-Azië waar deze sport ook zeer populair is zijn onder andere Laos, de Filipijnen, Vietnam, Cambodja, Zuid-Korea en Indonesië. Sepak takraw is behalve een populaire sport ook een zeer snelgroeiende sport in Zuidoost-Azië. Men treft op straat vaak jongeren aan, opgesteld in een cirkel, voor een oefenspelletje takraw.

## Veld en bal

Veld van sepak takraw.

Het veld waarop gespeeld wordt is een veld van 13,4 meter bij 6,1 meter, dit is een veld vergelijkbaar met een badmintonveld. Op 2,45 meter van de achterlijn is een cirkel van 30 centimeter diameter aangebracht, dit is het punt vanwaar geserveerd moet worden. De spelers proberen door middel van het hooghouden van de bal een punt te scoren. Bij het hooghouden mogen de armen niet gebruikt worden.
Een punt wordt gescoord:
- als de bal de grond raakt,
- als de tegenpartij de bal vaker dan drie keer achter elkaar aanraakt, of
- als een speler de bal twee keer achter elkaar aanraakt.

Hierdoor wordt het ook wel simpelweg "voetvolley op een badmintonveld" genoemd.
De bal is tegenwoordig van synthetisch rubber, maar vroeger werd leer, riet of rotan gebruikt. De bal heeft een omtrek van minimaal 42 centimeter en maximaal 45 centimeter. Voor wedstrijden voor mannen moet de omtrek van de bal maximaal 44 centimeter zijn en voor vrouwen minimaal 43 centimeter. Voor mannen is het gewicht van de bal tussen de 170 en 180 gram, voor vrouwen ligt het gewicht tussen de 150 en de 160 gram.
In het midden van het veld is een net gespannen over de breedte van het veld. Het net heeft een hoogte van 1,52 meter voor mannen en voor vrouwen 1,42 meter. Deze hoogten geven de hoogte aan van het net in het midden van het veld. Aan de zijkanten is het net drie centimeter hoger.

## Spelregels
De spelregels zijn door de ISTAF in januari 2011 veranderd. Nu wordt er gespeeld tot 3 gewonnen sets in plaats van tot 2 gewonnen sets en telt men maar tot 15 punten. Je moet echter wel met twee punten verschil winnen en dit gaat maximaal door tot 17.
De opslagregels zijn een beetje te vergelijken met die van pingpong. Men krijgt 3 opslagen na elkaar ongeacht je nu een punt maakt of niet. Één uitzondering op die regel. Als er een 14-14 stand voorkomt, wisselt de opslag elk punt.
Verder kort: drie balcontacten binnen de ploeg, men mag zelf alle contacten maken. Men mag de bal met alles spelen behalve handen en armen en de bal mag niet botsen.

## Dubbelspel
Voor het dubbelspel gelden dezelfde regels als bij het gewone Sepak Takraw (regu), maar in plaats van drie spelers, staan dan twee spelers van een team in het veld. De opslag is toch enigszins anders. Je slaat zelf op van achter de achterlijn.

## Bron
- Belgische sepak takraw club
- Belgische vzw: Promoten van Sepak Takraw